# Chalcedectus balachowskyi
Chalcedectus balachowskyi is een vliesvleugelig insect uit de familie Pteromalidae. De wetenschappelijke naam is voor het eerst geldig gepubliceerd in 1968 door Steffan.